# Lenguas nupoides
Las lenguas nupoides son un grupo de lenguas Volta-Níger habladas a lo largo del Río Níger desde la confluencia con el río Benue hacia el norte, en Nigeria central. Esta región incluye las ciudades de Kaduna y la capital Abuya. Las principales lenguas de este grupo son el nupe, el gbagyi y el ebira, cada una de estas lenguas con cerca de un millón de hablantes.

## Clasificación
Las lenguas nupoides son subgrupo de la rama Volta-Níger de las lenguas Níger-Congo. Dentro de las lenguas Volta-Níger se ha propuesto que el nupoide, el oko y el idomoide podrían formar un grupo filogenético. Las lenguas del grupo propiamente nupoide se clasifican en dos subgrupos más pequeños:
- Ebira-Gade: Ebira, Gade.
- Nupe-Gbagyi:
  - Gwari (gbagyi, gbari)
  - Nupe: nupe (nupe-nupe-tako), asu, gupa-abawa, kakanda, kami, kupa.
  - Dibo.

## Comparación léxica
Los numerales para diferentes lenguas nupoides son:
| GLOSA | Nupe-Gbagyi | Nupe-Gbagyi | Nupe-Gbagyi | Ebira (igbira) | PROTO- NUPOIDE |
| GLOSA | Nupe        | Gbagyi      | Kakanda     | Ebira (igbira) | PROTO- NUPOIDE |
| ----- | ----------- | ----------- | ----------- | -------------- | -------------- |
| '1'   | niní        | gb͡ᵐaːrí     | gúní        | ɔ̀ːnyɪ̄          | *ɔ̀-ɲɪ          |
| '2'   | gúbà        | ŋʷã̂ba       | gúbà        | ɛ̀ːvā           | *ɛ̀-bà          |
| '3'   | gútá        | ŋʷã̂t͡ʃa      | gútá        | ɛ̀ːtá           | *ɛ̀-tá          |
| '4'   | gúni        | ŋʷã̂ɲi       | gúni        | ɛ̀ːnà           | *ɛ̀-niə         |
| '5'   | gútsũ       | ŋʷã̂tⁿù      | gútũ        | ɛ̀ːhɪ́           | *ɛ̀-tsun        |
| '6'   | gútswàɲĩ    | tⁿúwĩ       | gútuaɲĩ̀     | hɪ̋nɔ̋nyɪ̄        | *-tw̃ã-ɲɪ       |
| '7'   | gútwàbà     | tⁿâba       | gútuabà     | hɪ̋m̋bā          | *ǹ-tw̃ã-bà      |
| '8'   | gútotá      | tⁿẫ̂t͡ʃa      | gútòtá      | hɪ̋n̋tá          | *-tw̃ã-tá       |
| '9'   | gútwã̀ni     | tⁿâɲi       | gútuani     | hɪ̋ǹnà          | *-tw̃ã-ɲi       |
| '10'  | gúwo        | ŋʷã̂wò       | gúwo        | ɛ̀ːwʊ́           | *ɛ̀-bwʊ́n        |